# Вихідний гідрид
У хімії вихідний гідрид —  у номенклатурі IUPAC відноситься до сполуки основної групи з формулою AHn, де A є елементом головної групи. Назви вихідних гідридів закінчуються на -ан, аналогічно номенклатурі алканів. Похідні вихідних гідридів називаються додаванням префіксів або суфіксів до назви вихідного гідриду для позначення замісників, які заміщують атоми водню.
Вихідні гідриди використовуються як в органічній номенклатурі, так і в системах неорганічної номенклатури.